# Filippo Schiassi
Filippo Schiassi (Bologna, 13 dicembre 1763 – Bologna, 18 gennaio 1844) è stato un presbitero, archeologo, epigrafista e numismatico italiano.

## Biografia
Nacque a Bologna il 13 dicembre 1763 da Francesco Saverio Schiassi e Marta Rovatti. In tenera età entrò in seminario, laureandosi poi in teologia intorno forse al 1789 e divenendo canonico presso la Cattedrale di San Pietro.

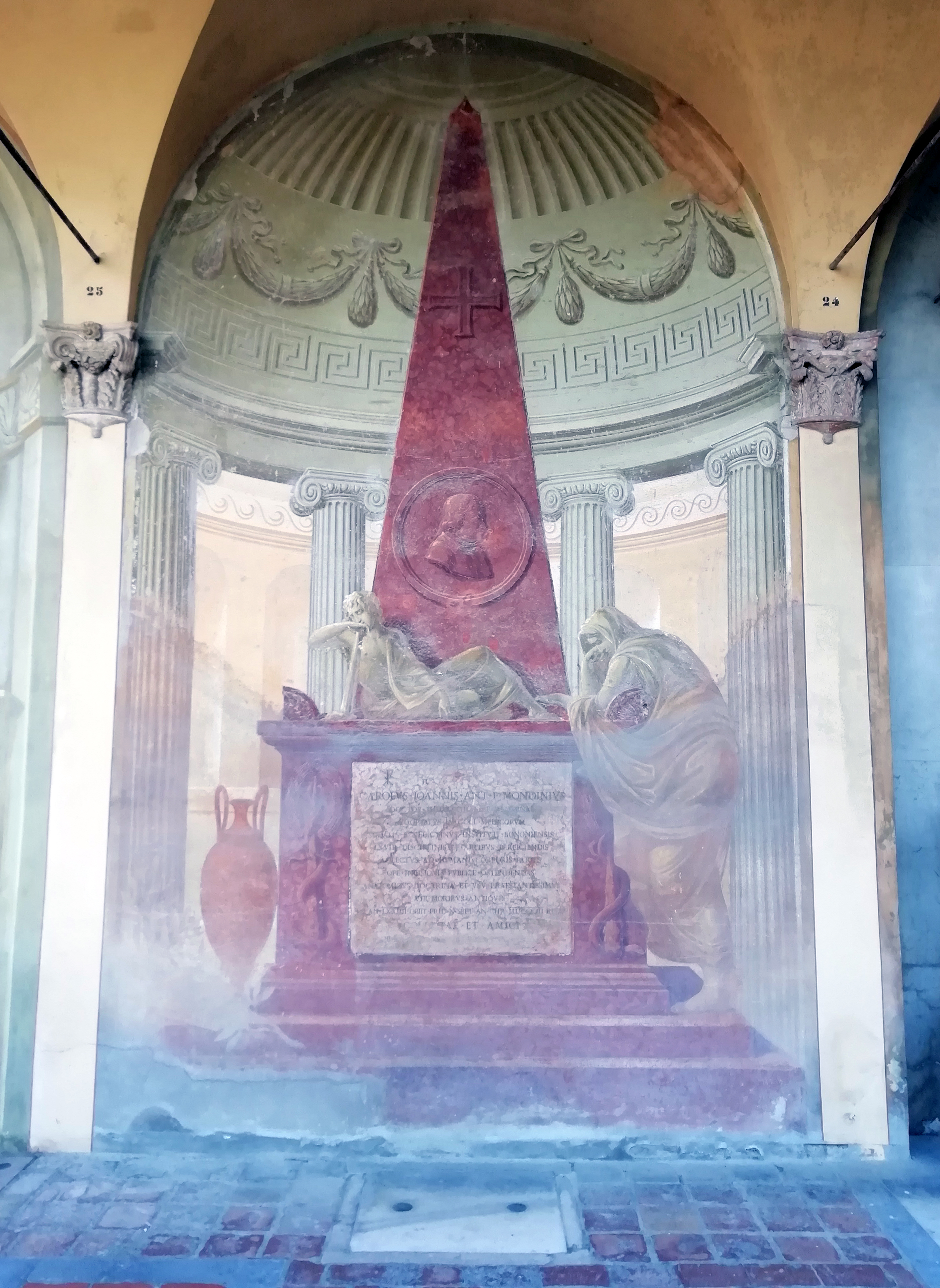
Monumento a Carlo Mondini nella Certosa di Bologna, pittura murale a tempera del 1803 circa, opera di Petronio Rizzi (quadratura) e di Bartolomeo Vagliani (figure), con epigrafe di Filippo Schiassi

Nel 1795 fu nominato professore di Storia ecclesiastica presso l'Università di Bologna, divenendo poi nel 1798 professore aiutante alla sala delle antichità dell'Istituto di scienze e venendo chiamato nel 1799 a sostituire Clotilde Tambroni nell'insegnamento di Lettere greche, poiché quest'ultima fu costretta ad abbandonare l'università dopo essersi rifiutata di giurare fedeltà alla neonata Repubblica Cisalpina. Dopo il riordinamento dell'ateneo nel 1803 divenne professore di Numismatica ed Antiquaria e poi nel 1815 professore di Archeologia, rimanendo attivo in quest'insegnamento fino al 1836; nel 1810 fu il fautore della riapertura del Museo antiquario dell'università, rimasto autonomo fino al 1881 (confluito poi nel Museo civico archeologico), e fu inoltre Reggente della stessa università tra il 1817 e il 1824. A partire dal 1829 è stato socio corrispondente dell'Accademia delle Scienze di Torino.
Fu un prolifico autore di pubblicazioni su argomenti di svariata natura, inerenti soprattutto ritrovamenti archeologici nel bolognese, epigrafia e numismatica; tra le sue opere più importanti figurano i Sermones Habiti, ossia una raccolta miscellanea di suoi discorsi tenuti nell'ambito dei suoi insegnamenti presso l'Università di Bologna, e il Lexicon epigraphicum Morcellianum. Sotto lo pseudonimo di Ippofilo Assischio (anagramma del suo nome) compose inoltre diversi sonetti in occasione di matrimoni delle famiglie più influenti della città. Operò inoltre come compositore di numerose iscrizioni latine soprattutto presso il cimitero monumentale della Certosa di Bologna, il cui vasto patrimonio epigrafico fu da lui stesso raccolto in un'opera edita in due volumi ed intitolata Specimen inscriptionum coemeterii Bononiensis, ma anche presso chiese e piazze del bolognese.
Morì il 18 gennaio 1844 e fu sepolto nella Sala del Pantheon del cimitero della Certosa, dove vi è anche un suo busto realizzato dallo scultore Carlo Berozzi. Il 16 agosto dello stesso anno il Comune di Bologna deliberò il suo inserimento tra gli uomini illustri bolognesi.

## Opere
- (LA) Specimen inscriptionum coemeterii Bononiensis, Bononiae, ex Typographia Josephi Lucchesiniii, 1809.
- (LA) Sermones Habiti, Bononiae, ex Typographia Josephi Lucchesiniii, 1817.
- (LA) Lexicon epigraphicum Morcellianum Schiassianum, 3 voll., 1835-1838.